# Jüdischer Friedhof (Beringhausen)

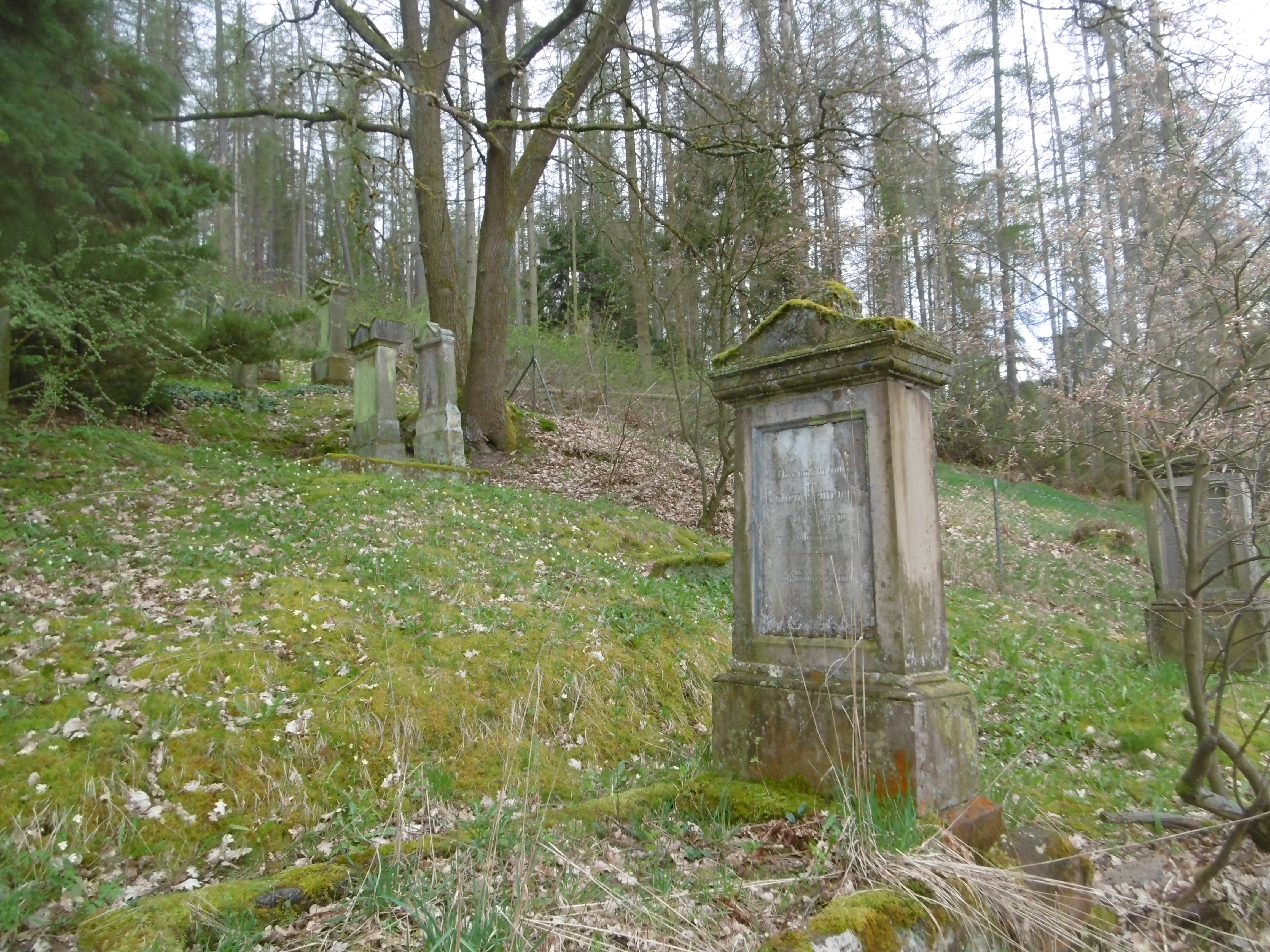
Nordwestrand vom Jüdischen Friedhof Beringhausen

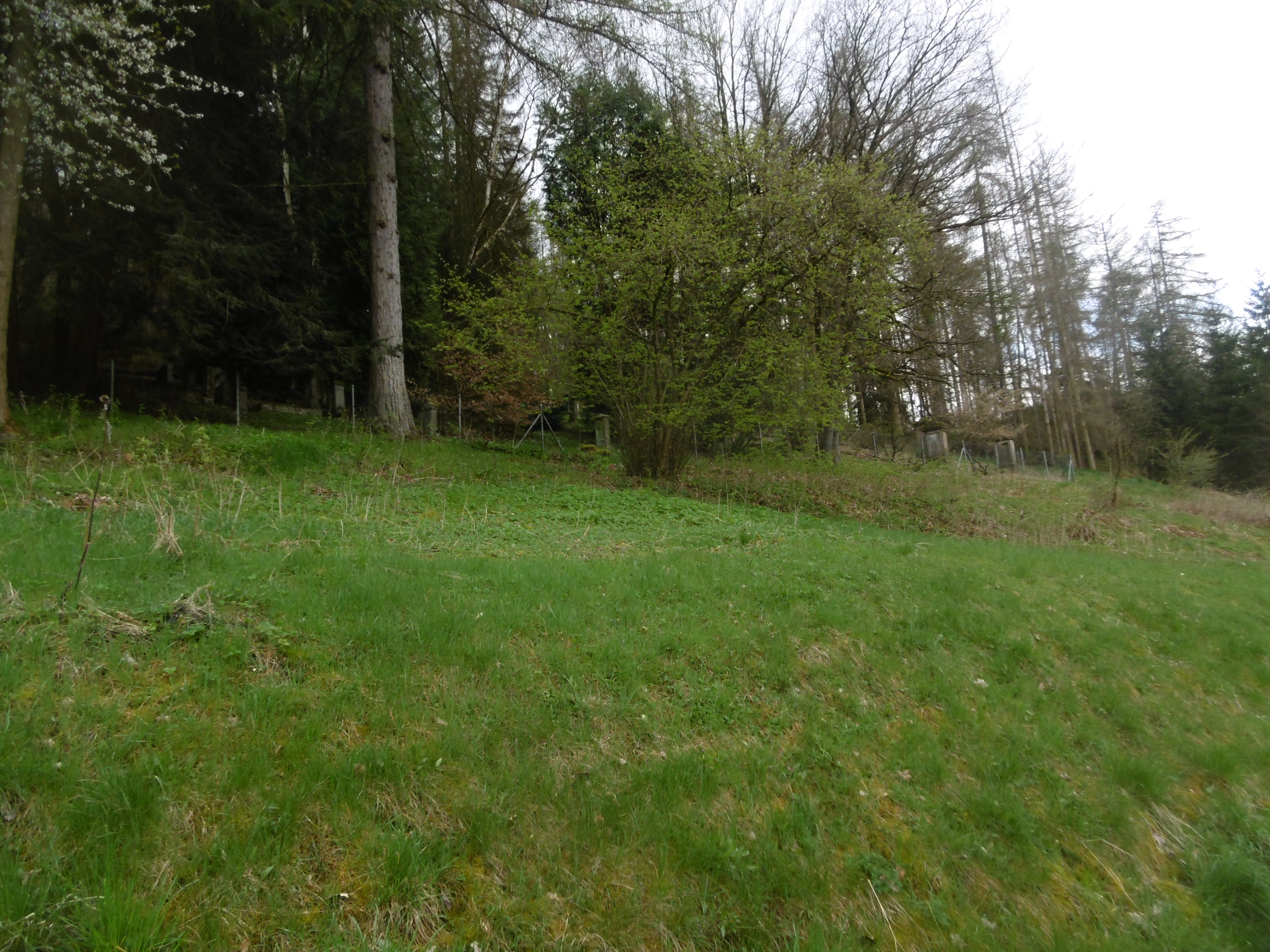
Blick auf Friedhof vom Feldweg

Der Jüdische Friedhof Beringhausen befindet sich im Stadtteil Beringhausen der Stadt Marsberg im Hochsauerlandkreis in Nordrhein-Westfalen. Das Baudenkmal steht seit dem 17. September 1993 unter der Denkmalnummer 50 unter Denkmalschutz (siehe Liste der Baudenkmäler in Marsberg).
Der jüdische Friedhof an steiler Hanglage Am Hagen am südlichen Dorfrand wurde von 1861 bis 1932 belegt. Es sind 38 Grabsteine erhalten. Südlich grenzt direkt das Naturschutzgebiet Neuer Hagen Padberg an. Der Jüdische Friedhof war 2023 abgeschlossen. Hinweisschilder fehlten und der Friedhof war durch seine Bewaldung kaum zu erkennen.